# Paralia Argilos
Argilos (griechisch Παραλία Άργιλος Paralia Argilos) ist ein Strand im Südosten der griechischen Insel Kreta. Er ist einer der Strände von Ambelos (Παραλίες της Αμπέλου) an der Küste des Levantinischen Meeres und gehört zur Siedlung Xerokambos (Ξερόκαμπος) der Gemeinde Sitia (Σητεία).

## Lage und Beschreibung
Argilos liegt etwa 450 Meter nördlich der kleinen Halbinsel Trachilos (Ακρωτήριο Τράχηλος). Die Gebäude der Streusiedlung Xerokambos erstrecken sich ungefähr 650 Meter landeinwärts im Nordwesten des Strandes. Er wird im Norden von Felsbrocken auf der Strandfläche und im Süden von niedrigen Felsen begrenzt, die bis ins Wasser reichen. Nördlich schließen sich die Strände Chiona (Παραλία Χιώνα), auch Ambelos (Παραλία Άμπελος) genannt, Vourlia (Παραλία Βούρλια) und der Zentralstrand (Κεντρική Παραλία) von Xerokambos an. Im Süden geht Argilos durch eine Felslücke in den Strand Gerondolakkos (Παραλία Γεροντόλακκος) über.

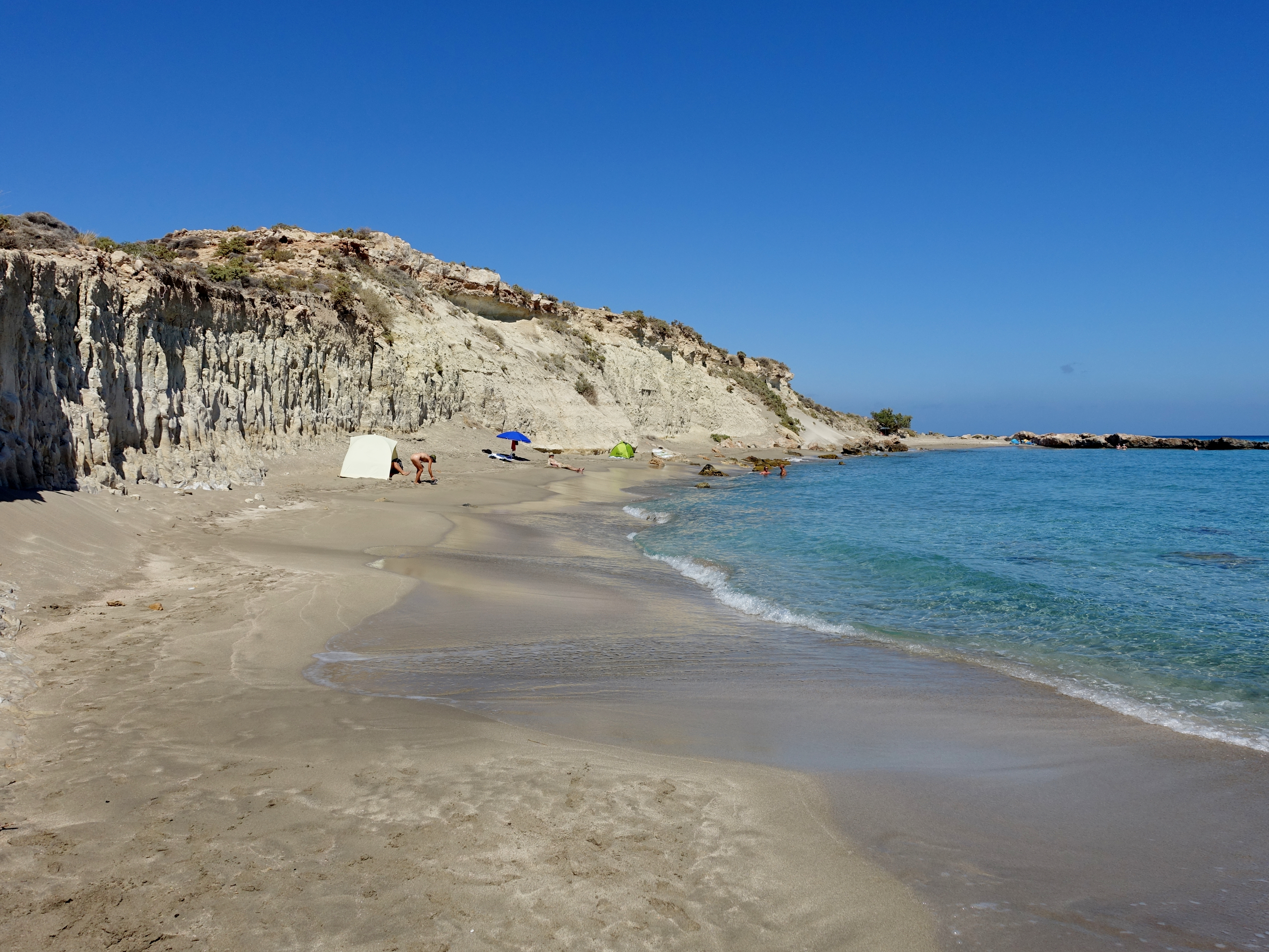
Ansicht von Süden

Argilos erstreckt sich vor einer Steilküste aus hellen Felsen. Sie gaben dem Strand seinen Namen, Argilos bedeutet Lehm oder Ton(erde). Die Felsen bestehen aus stark fragmentiertem weißen Mergel, der im Pliozän entstand und einen hohen Tonanteil besitzt. Die Steilküste bildet die östliche Begrenzung des Hügels Farmakokefalo (Φαρμακοκέφαλο), auf der sich die beim Erdbeben vom 12. Oktober 2021 stark beschädigte Kirche Agios Nikolaos (Άγιος Νικόλαος) und die Ausgrabungsstätte der hellenistischen Siedlung von Xerokambos befinden. Letztere wird teilweise mit dem antiken Ampelos identifiziert.
Der Strand Argilos hat eine Länge von etwa 100 Meter, seine maximale Breite beträgt 15 Meter. Der flach ins Meer führende Strand besitzt am Ufer einige Felsplatten und im Flachwasserbereich liegen einzelne größere Felsblöcke. Bei den Badegästen ist es beliebt, Bruchstücke des Mergels von der Felswand im Wasser aufzuweichen und auf die Haut aufzutragen. Gleichzeitig bietet die Steilküste Schutz vor den häufig vorkommenden starken Winden. Im Jahr 1996 wurde der nördliche Strand Vourlia als Badegewässer ausgewiesen, dessen Gültigkeit für den gesamten Küstenbereich vom Zentralstrand bis Gerondolakkos im Süden ausgewiesen ist. Seit 2010 wird die Wasserqualität regelmäßig nach der EG-Badegewässerrichtlinie überprüft und seit 2012 immer mit ausgezeichnet bewertet.,

## Zugang
Xerokambos ist über Landstraßen von Ziros (Ζίρος) im Westen oder Zakros (Ζάκρος) im Norden zu erreichen. Eine Erschließungsstraße führt von Westen an den Strand Vourlia, vor dem sich ein unbefestigter Parkplatz befindet, auf dem Fahrzeuge kostenlos abgestellt werden können. Vom Parkplatz führt ein Weg nach Süden auf den Hügel Farmakokefalo, ein weiterer an einem Privathaus vorbei zum Strand Chiona oder Ambelos. Über diesen ist Argilos am Ufer entlang nach Süden erreichbar.